# Gy-en-Sologne
Gy-en-Sologne là một xã thuộc tỉnh Loir-et-Cher trong vùng Centre-Val de Loire miền trung nước Pháp.